# Llista d'alcaldes de Santa Eulàlia de Ronçana
Llista d'alcaldes de Santa Eulàlia de Ronçana:
- Josep Riera i Camp (1897 - 1902)
- Mateu Dantí i Artigues (1902 - 1904)
- Josep Margenat i Poch (1904 - 1904)
- Francesc Brustenga i Màrgens (1904 - 1909)
- Josep Riera i Camp (1909 - 1916)
- Josep Uñó i Calderó (1916 - 1918)
- Josep Riera i Camp (1918 - 1923)
- Enric Gubern i Pineda (1923 - 1924)
- Jaume Dantí i Puigdomènech (1924 - 1930)
- Josep Brustenga i Oller (1930 - 1934)
- Pere Riera i Pujol (1934 - 1935)
- Josep Ciurans i Rocasalbas (1935 - 1936)
- Pere Riera i Pujol (1936 - 1936)
- Esteve Moret i Cuscó (1936 - 1936)
- Lluís Dantí i Bonet (1936 - 1936)
- Jesús Jorba i Pons (1936 - 1937)
- Joan Puigdomènech i Palà (1937 - 1937)
- Esteve Moret i Cuscó (1937 - 1937)
- Joan Francàs i Ventura (1937 - 1939)
- Pere Codina i Torruella (1939 - 1939)
- Joan Duran i Rocasalbas (1939 - 1951)
- Esteve Barbany i Casabayó (1951 - 1956)
- Jaume Maspons i Barbany (1956 - 1973)
- Francesc Brustenga i Galceran (1973 - 1979)
- Jaume Valls Bassa (1979 - 1983)
- Francesc Brustenga i Galceran (1983 - 1987)
- Josep Uñó i Ciurans (1987 - 2003)
- Jaume Dantí i Riu (2003 - 2007)
- Enric Barbany i Bages (2007 - 2011)
- Joaquim Brustenga i Etxauri (2011 - 2015)
- Francesc Bonet i Nieto (2015 -)